# 多元宇宙論
多元宇宙論（たげんうちゅうろん、英: multiverse）またはマルチバースは、複数の宇宙の存在を仮定した理論物理学の説である。多元宇宙は、理論として可能性のある複数の宇宙の集合である。多元宇宙はすべての存在を含み、そこには、われわれが一貫して経験している歴史的な宇宙に加え、空間、時間、物質、およびエネルギーの全体と、そして、それらを記述する異なる物理法則および物理定数なども含まれる。この語は1895年にアメリカの哲学者で心理学者のウィリアム・ジェームズによって造られたが、異なる文脈においてである。多元宇宙が含むそれぞれの宇宙は、並行宇宙と呼ばれることもある。

## 概要
多元宇宙の構造、そこに含まれるそれぞれの宇宙の性質、およびそれら宇宙の間の関係は、考えている特定の多元宇宙仮説に依存する。宇宙が一つでないと考える理由（多元宇宙が存在する意味）は仮説によってさまざまである。宇宙論、物理学、天文学、宗教、哲学、トランスパーソナル心理学およびフィクション、特にサイエンス・フィクションとファンタジーにおいて、多元宇宙の仮説が立てられてきた。これらの文脈では、平行宇宙は代替宇宙、量子宇宙、相互浸透次元、並行次元、並行世界、代替現実、および代替時系列などと呼ばれることもある。

### 単に距離によるもの
現在の宇宙論がインフレーションを想定する限り、観測可能な宇宙以上の空間を必然的に内包する。
つまり同一のビッグバンから生まれた領域内に、決して物理的に干渉、観測できない領域を複数選ぶことができる。物理的に干渉できないのだからこれは一種の別の宇宙であり、平行宇宙である。ただし基本的には超遠方であるだけであって、基本的な物理法則、物理定数、および素粒子の種類は合致すると考えられる。

### 複数の泡によるもの
ある種の物理理論によると、インフレーションの過程で複数の泡が出来てしまってもよい。上記の多元宇宙はここでいうところの泡の中で別の場所という話にすぎず物理定数と素粒子の共通性があるが、この場合別の泡では物理定数と素粒子が異なってもよい。

### 多世界解釈
量子力学の解釈の一つで波動関数の収縮を想定せず、すべての解に対応した世界があるとするもの。

### 多次元によるもの
我々が住む宇宙は無限の次元を持つバルク（空間）に浮かぶたったの三次元のブレイン（膜）であるとするもの。当然、バルク内に複数のブレインがあることが許容される。

### 万物理論の自由性によるもの
万物理論が（どんな形をとるのかは別として）存在し、そこに何らかの物理定数が含まれる場合、なぜ物理定数は他の値ではいけなかったのかという疑問が生ずる。一番簡単な説明は有りうる値すべての宇宙が実在し、たまたま我々の宇宙ではその値であり、そうでなければ我々は生まれなかった、という人間原理によるものである。

### ブラックホールの中に別の宇宙が存在する
ブラックホールは数学的には特異点と呼ばれる領域が存在するが、物理学的には無限などは存在せず、ブラックホール中に別の宇宙が作られているという説。つまり我々の宇宙もブラックホールに包まれていて、更に大きな宇宙が存在し、事象の地平面で我々の宇宙と隔てられているとされる。
ビッグバンはブラックホールの中心で物質がこれ以上無いほどに押し込まれ、ブラックホールの自転によりその押し込まれた物質が捻じれ圧縮し、ある瞬間にバネが弾けるように爆発を起こしたものとされる。この説では事象の地平面は一方通行とされ、ブラックホールの中の宇宙から、外のより大きな宇宙へ物質が通ることはできないとされる。

## 物理学における多元宇宙仮説

### テグマークの分類
宇宙学者のマックス・テグマークは、よく知られた観測可能な宇宙を越えた宇宙の分類学を作った。テグマークの分類によるレベルは、上位になるほど拡張された概念となり、下位のレベルの宇宙を包含する。

#### レベル I: われわれの宇宙の地平面の向こう
カオス的インフレーション理論は、無限のエルゴード的な宇宙を一般的に予測する。この宇宙は、無限であり、すべての初期条件を実現するハッブル体積を含むはずである。
従って、無限の宇宙は無限の数のハッブル体積を含むことになる。これらすべては同じ物理法則および物理定数を持つが、物質の分布のような配置に関しては、ほとんどはわれわれのハッブル体積から異なることになる。しかしながら、無限に多くのハッブル体積が存在するため、宇宙の地平線を越えて、結果的に類似するかまたは同じですらある配置のハッブル体積が存在しうる。テグマークは、われわれの住むハッブル体積と同じ配置のものはおよそ1010115（グーゴルプレックスより大きい数）m離れていると算定する。この推定はハッブル体積状態の一様な分布を仮定しているように見えるが、実際はどんな分布でも可能であるだろう。これは、われわれの特定のハッブル体積は事実上、唯一のものであろうことを意味する。

#### レベル II: 異なる物理定数の宇宙

泡宇宙、各円盤は泡宇宙である。宇宙1 から宇宙6 は異なる泡で、それぞれ異なる物理定数を持つ。われわれの宇宙はその泡の一つである。

宇宙のインフレーション理論の変形であるカオス的インフレーション理論では、多元宇宙は全体として拡張しており、その拡張は永遠に続くとされる。しかし、宇宙のある領域は拡張を止め、それぞれ異なる泡の形態を取る。そのような泡は未発達のレベルI 多次元宇宙である。アンドレイ・リンデおよびVitaly Vanchurinは、これらの宇宙の数が101010000000のスケールであると計算した。
異なる泡は異なる自発的対称性の破れを経験するであろう。その結果、異なる物理定数のような異なる性質を持つ。
このレベルはまた、ジョン・ホイーラーの振動宇宙論およびリー・スモーリンの多産宇宙論を含む。

#### レベル III: 量子力学における多世界解釈
ヒュー・エヴェレットの多世界解釈 (MWI) は、量子力学の解釈のいくつかある主流の一つである。量子力学の一つの側面として、ある観測は絶対的に予測することができないというものがある。代わりに、異なる確率を持つ起こりうる観測の幅がある。MWIによると、これらの起こりうるそれぞれの観測は異なる宇宙に対応する。6面のさいころが振られたとすると、その各結果が量子力学の可観測量に一致する。さいころは、すべての6通りの可能性に対応する6つの異なる宇宙に落ち込む。（より正確には、MWIでは単一宇宙のみが存在するが、多世界へ分裂してからはそれらは一般的に相互作用することができない。）
テグマークは、レベルIII 多元宇宙はハッブル体積内にレベルI-II 多元宇宙よりも多くの確率を含まないと議論する。事実上、同じ物理定数を持つレベルIII 多元宇宙において"分裂"によって創られたすべての異なる"世界"は、レベルI 多元宇宙におけるいくつかのハッブル体積の中に見つけることができる。テグマークは次のように述べている。レベルI およびレベルIII の唯一の違いは、どこにあなたのドッペルゲンガーが住んでいるのかの違いである。レベルI では、それらは三次元空間内のあらゆるところに住んでいる。レベルIII では、それらは無限次元ヒルベルト空間における他の量子的に分岐した世界に住んでいる。同様に、異なる物理定数を持つすべてのレベルII 泡宇宙は、事実上、レベルIII 多元宇宙における自発的対称性の破れの瞬間に"分裂"によって創られた"世界"として見出すことができる。野村泰紀、およびラファエル・ブッソ、レオナルド・サスキンドによれば、これは多元宇宙論に現れる時空の概念が冗長なものであるからであり、このことはレベルIからレベルIIIまでの多元宇宙は実際には等価なものであることを意味する（「マルチバース = 量子的多世界」仮説）。
多世界のアイデアに関連するものは、リチャード・ファインマンの複数の歴史解釈およびH. Dieter Zehの多精神解釈がある。

#### レベル IV: 究極集合
究極集合仮説はテグマーク自身により提唱された。このレベルは、異なる数学的構造によって記述可能な宇宙はすべて等しく実在すると考える。これには、我々の観測可能な宇宙のものではない異なる低エネルギー物理法則を含まない。テグマークは次のような考えを提唱する。抽象数学は非常に一般的なので、（人間の曖昧な言葉から独立した）どんな純粋な形式言語で定義可能な万物の理論 (TOE) もまた数学的構造である。例えば、異なる種類の実体（言葉で表現される）やそれらの関係（さらなる言葉で表現される）を含むTOEは数学者が集合論的モデルと呼ぶものに他ならず、一般的にその集合論的モデルを構成する形式体系を見出すことができる。これは、あらゆる想像することのできる平行宇宙理論はレベルIVの段階で記述可能であることを暗示する。レベルIV 多元宇宙は全ての他の集合を包含するので、多元宇宙の階層の上限となり、レベルV 多次元宇宙を考える余地はない。
ユルゲン・シュミットフーバーは、しかしながら、"数学的構造の集合"は明確に定義されてすらいないと反論する。彼は、構成的数学、すなわちコンピュータプログラムによって記述可能な宇宙の表現のみ認めている。これには、その出力ビットは有限時間内に収束するが収束時間自身はクルト・ゲーデルの限界のため停止するプログラムによって予測できないであろう非停止プログラムによって記述可能な宇宙の表現が明示的に含まれている。彼はまた、より制限の厳しい手早く計算可能な宇宙の集合を明確に議論している。

### サイクリック宇宙論
いくつかの理論では、宇宙は無限に連続する自立的な循環を行う（ ビッグバン–ビッグクランチの永遠の循環など）。

### M理論
上述の多元宇宙とは少し異なるものが、M理論として知られる弦理論の多次元拡張理論において構想されている。M理論において、われわれの宇宙およびその他の宇宙は11次元および26次元空間内における（次元数は観測者のカイラリティに依存する）pブレーン同士の衝突によって創られる。そして、各宇宙はDブレーンの形態を取る。各宇宙にある物体はそれらの宇宙のDブレーンに本質的に閉じ込められているが、おそらくDブレーンに制限されていない力である重力を通して他の宇宙と相互作用しうる。これは"量子宇宙"における宇宙とは異なっているが、これらの概念はどちらもともに機能する。

### 人間原理
他の宇宙の存在という概念は、なぜわれわれの宇宙はわれわれが経験しているように意識を持つ生命が存在するのか、なぜ物理定数がそのように微調整されているように見えるのかを説明するために提案されてきた。もし多数（場合によっては無限大）の物理法則または基本定数に対応する宇宙が存在するならば、これらのいくつかは天体や惑星、そして生命が存在するのに適した物理法則を持つであろう。弱い人間原理はそのとき、われわれが意識を持つのは、意識を持つ存在のために微調整された宇宙にわれわれが存在しているためであるという結論を導く。このように、宇宙の多くには生命が存在する確率は極端に小さいが、生命を保持する宇宙が稀であることは、われわれのような意識的存在を説明する理由として、インテリジェント・デザイン説を暗示しない。

### 批判

#### 非科学的主張
これらの理論の多くは、実験による検証可能性を欠いているという批判がある。多くの多元宇宙理論の主張が実験的証拠や検証可能性を欠いている理由は、他の宇宙が異なる時空の枠組みにあると仮定されるためである。そのため原理的にそれらは観測することができないはずである。

#### 間接的証拠
現代科学の論理的な基礎は仮説演繹法の論理である。これは、理論による未観測の実在を提案することを認めている。もし観測可能な結果を説明するのに役立つのであれば、（将来の観測の）予測または（過去に起こった観測の）レトロダクションに基づいた理論を用いることができる。

#### オッカムの剃刀
われわれの宇宙を説明するだけのために未観測の宇宙が無限に存在するという仮説を立てることは、オッカムの剃刀に反しているように見えるという批判がある。
テグマークの回答： 
懐疑主義者は、これらの観測されていない世界をそれぞれ特定する必要があるあらゆる情報について心配する。しかし、全体の集合はその要素の一つよりも実際は非常に単純である。この原理はアルゴリズム情報理論の文脈の観念を用いてより形式的に語ることができる。ある数に含まれるアルゴリズム情報量は、大まかに言って、その数を出力として生成する最も短いコンピュータプログラムの長さである。例えば、すべての整数の集合を考える。このとき、すべての集合とただ一つの数ではどちらがより単純だろうか。素朴にも、あなたは単一の数がより単純だと考えるだろう。しかし、全集合は非常に短いコンピュータプログラムによって生成することができる反面、単一の数は非常に長いプログラムを必要とする。それゆえ、全集合は実質より単純である。同様に、アインシュタイン方程式のすべての解の集合は特定の解よりもより単純である。前者は少数の方程式で記述されるが、後者はある超曲面上の膨大な初期データの詳細情報を必要とする。この教えるところは、集合の中の特定の要素に注意を絞ると複雑性は増すため、すべての要素の全体性の中に本来備わっている対称性および単純性が失われるということである。この意味で、より高次のレベルの多元宇宙はより単純である。われわれの宇宙からレベル I 多元宇宙に進むと、特定の初期条件を必要としなくなる。レベルII の段階に上がると特定の物理定数を必要としなくなり、レベル IV 多元宇宙ではあらゆる特定の値を必要としなくなる。
4つの多元宇宙レベルすべての一般的な特徴は、最も単純でほぼ間違いなく最も洗練された理論は当初から平行宇宙を含むということである。これらの宇宙の存在を否定するには、実験的に支持されていない過程およびアドホックな仮定によって理論を複雑化する必要がある。例えば、有限空間、波動関数の崩壊および存在論的非対称性などの仮定が必要となる。それゆえ、われわれの判断は、より無駄が多く洗練されていないとわれわれが考える多くの世界または多くの言葉へと到達する。おそらく、われわれの宇宙の超自然的な性質に徐々に慣れていき、その奇妙さがその魅力の一部分であることに気付くだろう。

## 哲学および論理学における多元宇宙仮説

### 様相実在論
可能世界は確率、仮説上の言説、それに同様のものを説明する一つの方法である。デイヴィド・ルイスなどいくらかの哲学者は、すべての可能世界は存在し、そして実際の世界と同様に現実である（様相実在論として知られる立場）と信じている。

### トランスワールド・アイデンティティ
あらゆる与えられた宇宙の無限の同一コピーを仮定する多元宇宙の枠組には、異なる可能世界に同一の物体が存在できるという観念の形而上学的な議論が生じる。デイヴィド・ルイスの対応者理論によると、異なる可能世界に存在するその物体はそれぞれ同一というよりも類似していると見なされるべきである。

### 虚構実在論
虚構実在論では、創作が存在するということは、創作上のキャラクターも同様に存在すると考える。ここでは哲学的な議論はともかく、人々や月曜日や数や惑星が存在するのと同じような意味で、創作上の実在が存在する。